# Jean-Pierre Destrumelle
Jean-Pierre Destrumelle, né le 2 janvier 1941 à Cambrai et mort le 19 avril 2002 à Sartène en Corse-du-Sud, est un footballeur puis entraîneur français.

## Biographie
Après avoir joué à Rouen où il a débuté à l'âge de huit ans, Jean-Pierre Destrumelle se fait remarquer en remportant le concours du plus jeune footballeur en 1958. Six ans en Normandie et des débuts avec l'équipe professionnelle à 17 ans le propulse en équipe de France B. Une quinzaine de sélections en équipe de France juniors, des capes en militaire puis avec la sélection amateur, c'est ainsi qu'il postule pour une place en équipe de France lorsqu'il signe à l'Olympique de Marseille en 1966. Avec l'OM, il remporte la Coupe de France en 1969 avant de rejoindre le PSG en 1970, quelques jours après son coéquipier Jean Djorkaeff.
Il se lance dans un pari fou aux côtés de « Tchouki » et du stéphanois Mitoraj : encadrer des jeunes espoirs amateurs et redonner à Paris, orphelin du Racing, la grande équipe de football qu'elle mérite. Pari réussi au terme d'une première saison qui s'achève avec un titre de champion de France du National (ex-D2), puis une montée en D1 quelques mois avant la réouverture du Parc des Princes. À 30 ans et contre toute attente, Destrumelle décide alors de réorienter sa carrière et accepte de prendre en mains le destin de l'équipe réserve du PSG, quelques mois après la décision fédérale d'admettre les réserves professionnelles en D3.
Sans pour autant abandonner les crampons, Jean-Pierre Destrumelle les rechausse même au cours de la saison pour dépanner l'équipe première. Une formation amoindrie par les blessures et affectée par la scission annoncée entre Parisiens et Sangermanois. Au soir du divorce entre le PSG et le PFC, sonne l'heure du départ pour le Nord et Valenciennes, avec à la clé un poste d'entraîneur en première division. Et ce n'est pas sans une certaine nostalgie qu'il abandonne la vie parisienne, ce qu'il confiait d'ailleurs en 1982, au magazine du PSG. " Le PSG, ce fut pour moi une grande satisfaction. Nous fûmes rapidement très soudés, et notre joie d'accéder à la première division n'en fut que plus grande. Notre année en D1 fut plus difficile, car on ne s'adapte pas du premier coup et les dirigeants ne pouvaient pas faire la folie de tout investir d'un seul coup ".
De 1972 à 1979, avec des moyens financiers limités, il réussit à maintenir Valenciennes plusieurs fois en première division. D'abord adjoint de Robert Domergue, il prit la direction de l'équipe en novembre 1972 après le limogeage de Robert Domergue, mais le club descendra en D2. Après avoir perdu les barrages dramatiques face au PSG (2-1, 2-4) en 1974, il fait remonter Valenciennes en D1 à l'issue de la saison 1975 et termine 10e de D1 avec dans son équipe Didier Six, Bruno Zaremba, Bruno Metsu, Pierre Neubert ou Ivan Osim. Pour sa dernière saison à Valenciennes avec dans ses rangs Nordine Kourichi ou le jeune Roger Milla, il maintient le club à l'ultime journée, quitte Valenciennes avec le sentiment du devoir accompli et déclare : "Vous savez, j'aime ce club. On s'est serré les coudes comme jamais. C'est une grande aventure humaine, avec des gars extraordinaires".
Il poursuivit sa mission à Bastia (1979-80) et à Olympique lyonnais, où il découvre alors, un jeune produit du centre de formation, un espoir nommé Laurent Fournier. Après une dernière pige à l'AS Béziers, Destrumelle rejoint la région Centre et l'AS Gien dans le Loiret et accède en division 4, ensuite il part à l'US Orléans et pour finir, la Corse et la région de la Rocca qu'il avait découverte lors d'un bref séjour à Bastia. Retiré des terrains, il dirigeait pour le plaisir des équipes de jeunes, sa véritable passion. « Je me suis aperçu du rôle important que nous avions à jouer auprès des jeunes, l'entraîneur doit être avant tout éducateur et aider le plus possible les jeunes à s'exprimer ».

## Palmarès

### Joueur
- International B, Junior, Amateur, Militaire
- Vainqueur du concours du plus jeune footballeur en 1958
- Vainqueur de la Coupe de France en 1969 avec l'Olympique de Marseille
- Champion de France de D2 en 1971 avec le PSG

### Entraîneur
- Montée en Division 1 en 1975 avec l'US Valenciennes-Anzin